# Træskæg
Træskæg (engelsk: Treebeard) er en fiktiv figur i J.R.R. Tolkiens univers Midgård. Han bor i Fangornskoven og er den ældste af alle enter, altså træernes hyrder.
Alle enter er meget langsomme om at tage beslutninger. bl.a. bruger de flere dage på at beslutte at Merry og Pippin ikke er orkere
Træskæg er meget høj med lange tynde ben og hud af bark. Han fanger og bliver venner med Merry og Pippin, da de er ved at flygte fra en flok uruk-haier.